# إيليا كانديلاكي
إيليا كانديلاكي هو لاعب كرة قدم جورجي في مركز الدفاع، ولد في 26 ديسمبر 1981 في تبليسي في جورجيا. شارك مع منتخب جورجيا لكرة القدم. أما مع النوادي، فقد لعب مع تشورنومورتس أوديسا وشتورم غراتس وكارل زايس يينا ونادي دينامو تبليسي ونادي زستافوني ونادي سيوني بولنيسي ونادي كشله.

## وصلات خارجية
- إيليا كانديلاكي على موقع الاتحاد الأوربي (الإنجليزية)
- إيليا كانديلاكي على موقع اتحاد أوكرانيا (الإنجليزية)
- إيليا كانديلاكي على موقع قاعدة بيانات كرة القدم.إي يو (الإنجليزية)
- إيليا كانديلاكي على موقع ناشيونال فوتبول تيمز (الإنجليزية)
- إيليا كانديلاكي على موقع Soccerway.com (الإنجليزية)
- إيليا كانديلاكي على موقع عالم كرة القدم.نت (الإنجليزية)